# Гертлер, Марк Лайонел
Марк Лайонел Гертлер (англ. Mark Lionel Gertler; родился 31 марта 1951, США) — американский экономист, профессор экономики Нью-Йоркского университета.

## Биография
Гертлер родился 31 марта 1951 года.
Гертлер закончил в 1973 году Висконсинский университет в Мадисоне и получил степень бакалавра и стал членом почетного Общества Фи Бета Каппа, удостоен почётной стипендии от Висконсинского университета в Мадисоне. Докторской степени по экономике был удостоен в 1978 году в Стэнфордском университете.
Преподавательскую деятельность начал в 1978—1981 годах в должности ассистента профессора экономики в Корнеллском университете, затем ассистент профессора в Висконсинском университете в Мадисоне в 1981 году и в 1984 году. В Стэнфордском университете в 1985 году был приглашенным ассоциированным профессором, а в 1986—1987 годах и в 1993 году приглашённый полный профессор Принстонского университета. С 1987 года является научным сотрудником Национального бюро экономических исследований. В 1988 году стал полным профессором в Висконсинском университете в Мадисоне. В 1989—1990 годах был приглашённым профессором в Колумбийском университете. С 1990 года занял должность полного профессора экономики в Нью-Йоркском университете. С 1994 года является консультантом Федерального резервного банка Нью-Йорка. В 1997 году был приглашённым профессором в Йельском университете. В 1999—2003 годах директор Центра C.V. Starr прикладной экономики. В 2002 году был приглашённым профессором в Массачусетском технологическом институте. В 2003—2006 годах был руководителем факультета экономики в Нью-Йоркском университете. А с 1999 года является профессором экономики кафедры имени Генри и Люси Мосес Нью-Йоркского университета.
Являлся помощником редактора в журнале Journal of Money, Credit and Banking в 1993—2001 годах, а в 1994—1996 годах был помощником редактора «Journal of Financial Intermediation», соредактором «Economics Letters» в 1996—2000 годах. Был одним из организаторов конференции NBER по монетарной политики в декабре 1998 года и в 2003 году. В 2001—2005 годах был соредактором «NBER Macro-Annual».
В настоящий момент является помощником редактора «Federal Reserve Bank of New York Policy Review» с 1995 года, а с 2005 года соредактор The American Economic Review. С 1998 года является членом эконометрического общества.
Семья
Гертлер женился в 1991 году на Каре Лаун, и у них родились двое детей Сара (род. 1994) и Сэм (род. 1997).